# Laxen (1914)
Laxen, officiellt HM Ubåt Laxen, var en ubåt i svenska flottan. Laxen byggdes vid Örlogsvarvet i Karlskrona och levererades 1915. Hon var i stort sett likadan som Ub2-4 fast med ändrad inredning och smärre detaljer på skrov och däck. Hajen ansågs som en utomordentlig och pålitlig båt för sin tid och av hög kvalitet. Bestyckningen var samma som på föregångaren. Hon utrangerades först 1935 efter lång utbildningstjänst för ubåtsmanskap.
Laxen låg fortfarande kvar vid örlogsvarven så sent som 1942.